# Aipe (ort)
Aipe är en ort i Colombia.   Den ligger i departementet Huila, i den centrala delen av landet, 200 km sydväst om huvudstaden Bogotá. Aipe ligger 393 meter över havet och antalet invånare är 7 964.
Terrängen runt Aipe är platt åt sydost, men åt nordväst är den kuperad. Runt Aipe är det glesbefolkat, med 14 invånare per kvadratkilometer. Aipe är det största samhället i trakten. Omgivningarna runt Aipe är en mosaik av jordbruksmark och naturlig växtlighet.